# Lithocarpus mairei
Lithocarpus mairei är en bokväxtart som först beskrevs av Ernst Max Schottky, och fick sitt nu gällande namn av Alfred Rehder. Lithocarpus mairei ingår i släktet Lithocarpus och familjen bokväxter. Inga underarter finns listade.